# Републикански път III-108
Републикански път IIІ-108 е третокласен път, част от републиканската пътна мрежа на България, на територията на Област Благоевград. Дължината му е 12,7 км.
Пътят се отклонява надясно при 435,8 км на Републикански път I-1 югозападно от село Ново Делчево, пресича река Струма, насочва се на югозапад през Санданско-Петричката котловина и след 12,7 км в центъра на град Петрич се съединява с Републикански път III-198 при неговия 74,1 км.
От пътя вдясно се отделят два третокласни пътя от Републиканската пътна мрежа:
- при 3,1 км, до село Рибник надясно се отклонява Републикански път III-1082 (30,5 км), който по десният бряг на река Струма, през селата Рибник, Лебница, Струма, Вълково, Драката, Микрево, Каменица, Горна Крушица и Сливница достига до град Кресна и се съединява с Републикански път I-1 при неговия 406,4 км;
- при 5,6 км, югоизточно от село Старчево надясно се отклонява Републикански път III-1084 (13,9 км), който по подножието на планината Огражден, през селата Старчево, Кърналово, Михнево и Кавракирово достига до село Първомай, където се съединява с Републикански път III-198 при неговия 79,7 км.

| Пътища, отклоняващи се надясно (населено място, № на пътя, посока на пътя) | Км   | Пътища, отклоняващи се наляво (посока на пътя, № на пътя, населено място) |
| -------------------------------------------------------------------------- | ---- | ------------------------------------------------------------------------- |
| Община Сандански, I-1, 435,8 км →                                          | 0,0  | → 435,8 км, I-1, Община Сандански                                         |
| Община Петрич                                                              | 2,5  | Община Петрич                                                             |
| (за гр. Кресна) III-1082, 0 км ←                                           | 3,1  |                                                                           |
|                                                                            | 4,7  | → общински път (за местността „Рупите“)                                   |
| (за с. Първомай) III-1084, 0 км ←                                          | 5,6  |                                                                           |
| (за с. Кърналово) общински път ←                                           | 7,5  | → общински път (за с. Рупите)                                             |
|                                                                            | 9,1  | → общински път (за с. Рупите)                                             |
| (за с. Михнево) общински път ←                                             | 9,5  |                                                                           |
| (за ГКПП Златарево) III-198, 74,1 км, гр. Петрич ←                         | 12,7 | ← гр. Петрич, 74,1 км, III-198 (от гр. Гоце Делчев)                       |